# Modisimus concolor
Modisimus concolor är en spindelart som beskrevs av Bryant 1940. Modisimus concolor ingår i släktet Modisimus och familjen dallerspindlar.
Artens utbredningsområde är Kuba. Inga underarter finns listade i Catalogue of Life.